# Joseph Muscat
Joseph Muscat, KUOM KCMG MP (sinh ngày 22 tháng 1 năm 1974) là một chính trị gia người Malta, từng giữ chức Thủ tướng Malta từ 2013 đến 2020, và Lãnh đạo của đảng Partit Laburista (PL) từ tháng 6 năm 2008 đến tháng 1 năm 2020. Muscat đã được bầu lại làm Thủ tướng trong cuộc bầu cử ngày 3 tháng 6 năm 2017 (55,04% phiếu, so với 54,83% vào năm 2013). Trước đây, ông là thành viên của Nghị viện châu Âu (MEP) từ năm 2004 đến năm 2008  Ông là Thủ lĩnh phe đối lập từ tháng 10 năm 2008 đến tháng 3 năm 2013. Muscat tự nhận mình là một chính trị gia tiến bộ và tự do, với khuynh hướng ủng hộ kinh doanh, và có liên quan đến cả chính sách tự do kinh tế và tự do xã hội.
Muscat đã thay thế Alfred Sant làm lãnh đạo đảng năm 2008. Ông đổi thương hiệu cho Đảng Lao động, chuyển sang định hướng  ngày càng tự do trung lập và xã hội. Cuộc tổng tuyển cử năm 2013 đã chứng kiến Muscat trở thành Thủ tướng vào tháng 3 năm 2013. Thời kỳ làm Thủ tướng của ông được đánh dấu với việc có được sự đồng thuận quốc gia về tăng trưởng kinh tế, dựa trên nền kinh tế cơ cấu của Malta. Chính quyền của ông đã dẫn đến những thay đổi quy mô lớn đối với phúc lợi và tự do dân sự, bao gồm cả việc hợp pháp hóa hôn nhân đồng giới vào tháng 7 năm 2017.
Muscat đã quyết định sự trỗi dậy của Đảng Lao động và sự thống trị của nó trong chính trị Malta, và sự suy tàn tương đối của Đảng Quốc gia. Muscat đã được ca ngợi vì đã loại bỏ thâm hụt quốc gia của Malta, giảm tỷ lệ thất nghiệp xuống mức thấp lịch sử, và chủ trì một giai đoạn tăng trưởng kinh tế chưa từng có. Ngược lại, ông đã bị chỉ trích bởi các nhân vật ở cả bên trái và bên phải, và đã bị buộc tội về chủ nghĩa cơ hội chính trị, hứa về chế độ nhân tài  và môi trường, cũng như các cáo buộc tham nhũng. Vào ngày 1 tháng 12 năm 2019, dưới áp lực của các cuộc biểu tình trên đường phố năm 2019 kêu gọi ông từ chức liên quan đến vụ ám sát nhà báo Daphne Caruana Galizia, Muscat từ chức vào ngày 13 tháng 1 năm 2020.